# Шахс
«Шахс» (латис. Šahs; рос. Шахматы) — латвійський шаховий журнал, який видавали Держкомспорт Латвійської РСР і республіканська шахова федерація. Виходив у Ризі з 1959 до 1990 року латвійською і російською мовами. З 1991 до 1994 існував під назвою «Šahs Baltijā» (латис. Балтійські шахи).
Перший номер вийшов у червні 1959 року латиською мовою. Російськомовна версія стала доступною із січня 1960 року. Виходив двічі на місяць, висвітлював події латвійського, радянського та всесвітнього шахового життя. Публікував партії, етюди, задачі, матеріали з теорії та історії шахів.
Головними редакторами були:
- Зіґфрідс Солманіс (1959—1965, латиськомовне видання)
- Михайло Таль (1960—1970)
- Айварс Гіпсліс (1970—?)

У 1976 році тираж становив 29,1 тисяч, у 1987 році — 68,5 тис. екземплярів (2,5 тис. — латиською мовою, 66 тис. — російською). Був популярним не лише на теренах Радянського Союзу, також його доставляли до близько 50 країн.